# Niederkrossen
Niederkrossen ist ein Ortsteil der Gemeinde Uhlstädt-Kirchhasel im Landkreis Saalfeld-Rudolstadt in Thüringen.

## Geografie und Geologie
Niederkrossen liegt 175 m NN rechts der Saale an der Einmündung des Hüttner Baches nordöstlich des Ortsteils Zeutsch. Südöstlich nach Niederkrossen beginnen die bewaldeten Hänge der auf Buntsandsteinen liegenden Saale-Orlaplatte. In der Saaleaue liegt alluvialer Aueboden.

## Nachbarorte
Nachbarorte sind nördlich die Stadt Orlamünde, nordöstlich Freienorla, südöstlich Hütten und südwestlich Zeutsch.

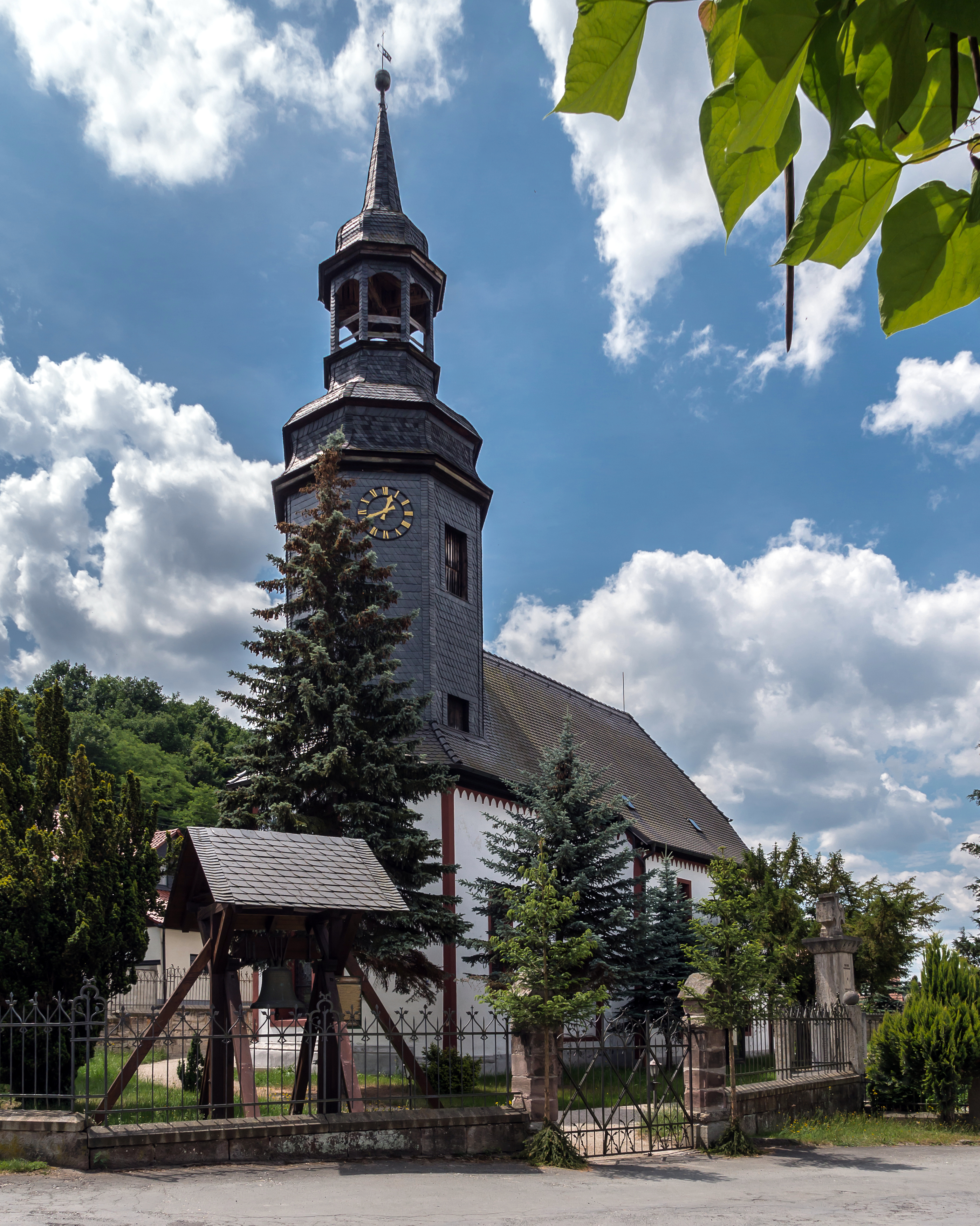
Dorfkirche – Petruskirche

## Geschichte
Urkundlich erwähnt wurde das Dorf erstmals 1071 als Crozne (möglicherweise abgeleitet vom slaw. „krosn“: Webstuhl, Fischernetz).
Im 13. Jahrhundert lebten die Menschen von Fischfang, Landwirtschaft und Leinenweberei. 1660 bewirtschafteten sechs Güter das Land des Dorfes. 1985 wurde das Schloss des am Ort früher ansässigen Adelsgeschlechts von Eichenberg wegen Baufälligkeit abgerissen.
Von 1991 bis 2002 gehörte der Ort der Verwaltungsgemeinschaft Uhlstädt an. Mit Auflösung dieser am 1. Juli 2002 erfolgte der Zusammenschluss mit zehn weiteren Gemeinden zur neuen Einheitsgemeinde Uhlstädt-Kirchhasel.

## Sehenswürdigkeiten
Die Petruskirche stammt aus dem Jahre 1408. Hier befindet sich auch die Glocke der ehemaligen Kirche der Wüstung Töpfersdorf. Die Ruine Töpfersdorf auf der Heide bildet ein beliebtes Ausflugsziel.